# 虚拟参考咨询
参考咨询工作是图书馆传统核心服务之一，它的服务品質和水準是现代图书馆核心竞争力的一个重要指标。在现代通訊技术与网络技术普遍应用的条件下，虚拟参考咨询（virtual reference）应运而生，并逐渐显示出它独特的风格和魅力。虚拟参考咨询打破了传统参考咨询在时间和空间上的限制，使图书馆参考咨询工作产生了质的飞跃。建设虚拟参考咨询系统成为各个图书馆的一项重要工作。